# غوستاف أمان
غوستاف أمان هو كاتب غير روائي ومهندس معماري سويسري، ولد في 9 يوليو 1885 في زيورخ في سويسرا، وتوفي بنفس المكان في 23 مارس 1955.